# Società Sportiva Calcio Giugliano 2005-2006
Questa voce raccoglie le informazioni riguardanti la Società Sportiva Calcio Giugliano nelle competizioni ufficiali della stagione 2005-2006.

## Stagione
In questa stagione affrontò per la prima volta un club di serie A in una partita ufficiale, sfidando la Reggina in Coppa Italia.

## Sponsor
Lo sponsor ufficiale era Giugliano Città della Mela Annurca.

## Risultati

### Coppa Italia
| Arbitro: | Ayroldi |

|                |           |                          |
| Di Roberto 69’ | Marcatori | 5’ Mozart 111’ Missiroli |

### Coppa Italia Serie C
| Arbitro: | Prato (Lecce) |

|                  |           |  |
| Zagaria 73’, 83’ | Marcatori |  |

| Arbitro: | Palazzino (Ciampino) |

|                                |           |              |
| Chigou 32’, 66’ Piemontese 60’ | Marcatori | 83’ Maffucci |